# Jake Kaminski
Jacob Robert Linde Kaminski (conocido como Jake Kaminski; Búfalo, 11 de agosto de 1988) es un deportista estadounidense que compitió en tiro con arco, en la modalidad de arco recurvo.
Participó en dos Juegos Olímpicos de Verano, obteniendo dos medallas en la prueba por equipo, plata en Londres 2012 (junto con Brady Ellison y Jacob Wukie) y plata en Río de Janeiro 2016 (con Brady Ellison y Zach Garrett).
Ganó una medalla de oro en el Campeonato Mundial de Tiro con Arco al Aire Libre de 2013 y dos medallas en el Campeonato Mundial de Tiro con Arco en Sala de 2012.

## Palmarés internacional
| Juegos Olímpicos                 | Juegos Olímpicos           | Juegos Olímpicos | Juegos Olímpicos |
| Año                              | Lugar                      | Medalla          | Prueba           |
| -------------------------------- | -------------------------- | ---------------- | ---------------- |
| 2012                             | Londres (Reino Unido)      | Medalla de plata | Equipo           |
| 2016                             | Río de Janeiro (Brasil)    | Medalla de plata | Equipo           |
| Campeonato Mundial al Aire Libre |                            |                  |                  |
| Año                              | Lugar                      | Medalla          | Prueba           |
| 2013                             | Belek (Turquía)            | Medalla de oro   | Equipo           |
| Campeonato Mundial en Sala       |                            |                  |                  |
| Año                              | Lugar                      | Medalla          | Prueba           |
| 2012                             | Las Vegas (Estados Unidos) | Medalla de oro   | Equipo           |
| 2012                             | Las Vegas (Estados Unidos) | Medalla de plata | Individual       |